# La Vídola
La Vídola ist eine westspanische Gemeinde (municipio) in der Provinz Salamanca in der Autonomen Gemeinschaft Kastilien-León. 2024 hatte die Gemeinde 107 Einwohner. 

## Lage
La Vídola liegt etwa 88 Kilometer westnordwestlich von Salamanca in einer Höhe von ca. 700 m. Der Río Huebra begrenzt die Gemeinde im Norden.
Das Klima ist mäßig. Es fällt Regen in einer mittleren Menge (ca. 657 mm/Jahr).

## Bevölkerungsentwicklung
| Jahr      | 1900 | 1950 | 1960 | 1970 | 1981 | 1991 | 2001 | 2011 | 2021 |
| Einwohner | 492  | 377  | 378  | 298  | 287  | 227  | 175  | 146  | 107  |

## Sehenswürdigkeiten
- Kirche der Unbefleckten Empfängnis (Iglesia de Nuestra Señora de La Inmaculada)